# UAZ Hunter
El UAZ-Hunter/UAZ-315195 es un vehículo todoterreno, construido sobre la base del chasis del UAZ-469, pero con avances en cuanto a sus motorizaciones, aspecto exterior y acabados más sofisticados; acordes al nuevo mercado ruso, lanzado en 1997, y oficialmente en ventas.

## Historia
Este 4x4 surge después de la caída del comunismo en Rusia, y está dirigido a un nuevo mercado, el que exige un vehículo remozado, con nuevas tecnologías; pero con la tradicional fiabilidad del campero UAZ inicial.
Ante las difíciles etapas en las que la planta UAZ se veía incursa, tras desaparecer la seguridad del mercado soviético y la nueva realidad rusa, que estaba inmersa en el proceso de cambio de un mercado planificado a uno de corte capitalista, se hizo de manera muy rápida la "actualización" del clásico UAZ-469.
Al cambiar, se hizo necesario el estar acorde a dichos cambios, y con los modelos en producción los estándares de calidad sostenidos eran bajos, y ante la aplastante competencia japonesa, norteamericana e inglesa, se hizo necesario el mantener y renovar el enfoque, es decir; el seguir produciendo un coche fiable, de capacidades todoterreno; pero con la sencillez y facilidad en mantenimiento de su predecesor.

## Descripción técnica

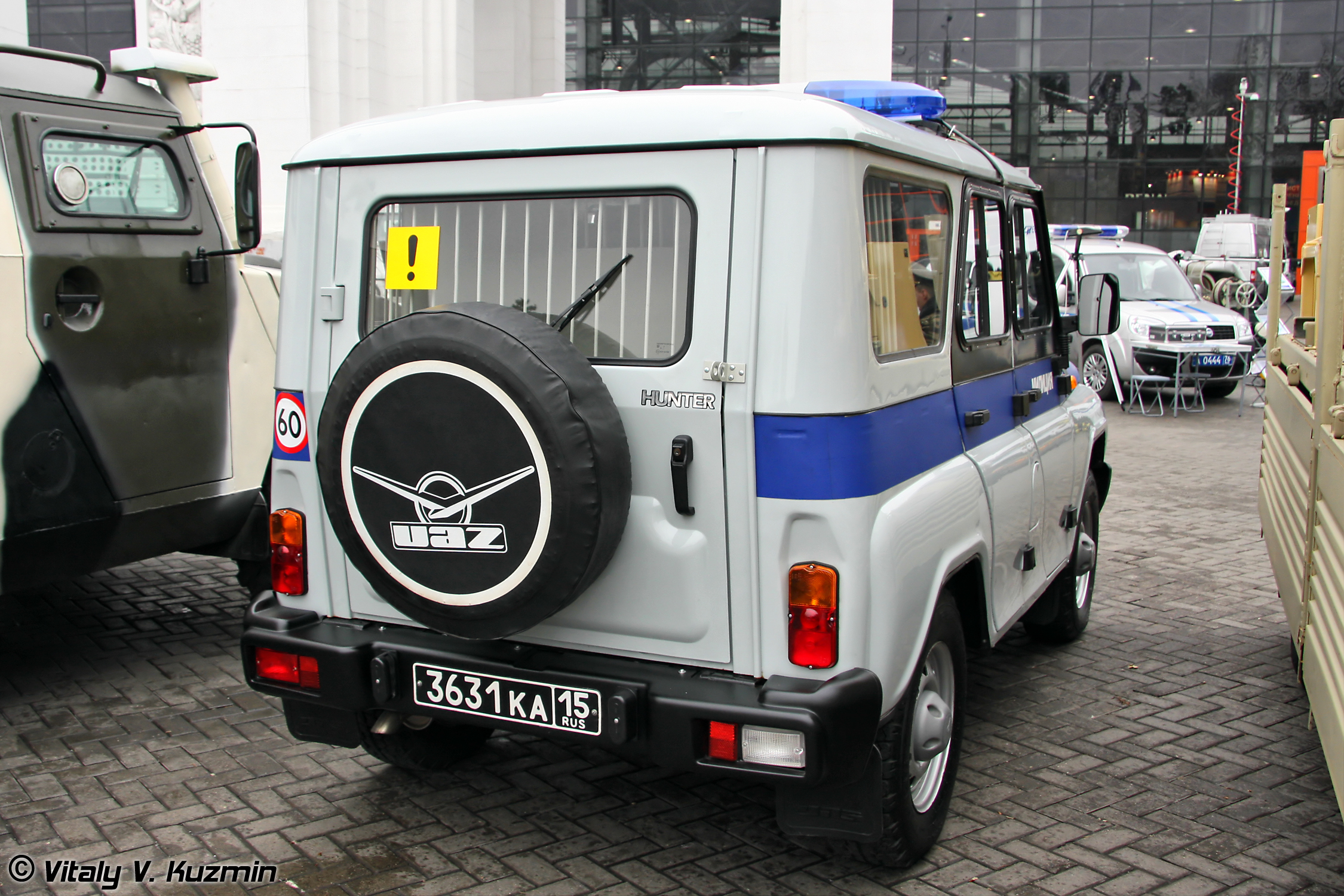
Fotografía de un UAZ Hunter utilizado como vehículo policial en Rusia.

Se le incorporan dos nuevos impulsores a su línea: uno de combustible diésel, de fabricación bajo licencia de la firma italiana Iveco, de la referencia local ZMZ-5143.10 (de 2,2 litros); que le eroga 92 cv (68 kW) a 4000 rev/min., y uno de combustible a gasolina; de la referencia ZMZ-409.10, de 2,7 litros y que le da unos 128 cv (94,1 kW) a 4600 rev/minuto.
Su chasis sigue enmarcado en las líneas tradicionales del UAZ clásico, pero con retoques en sus farolas y bómperes, que lo igualan en aspecto a vehículos similares.
Su transmisión es el más grande cambio, ya que deja de ser un modelo de desarrollo local, y pasa a ser una de procedencia surcoreana, hecha bajo licencia; que reemplaza a la fiable pero difícil de mantener original, por una de más fácil mantenimiento y mayor salida.